# 1537 en littérature
| Années de la littérature : 1534 - 1535 - 1536 - 1537 - 1538 - 1539 - 1540    |
| Décennies de la littérature : 1500 - 1510 - 1520 - 1530 - 1540 - 1550 - 1560 |

Cet article présente les faits marquants de l'année 1537 en littérature.

## Événements
- 3 janvier Les Articles de Smalkalde, où Luther précise ses positions, sont remis à l'électeur Jean Frédéric de Saxe[1].

- 28 décembre : ordonnance de Montpellier instituant le dépôt légal en France[2].

- Début des travaux de la Biblioteca Marciana (1537-1560) à Venise sous la direction de l'architecte Jacopo Sansovino[3].

## Parutions
- La Pronostication des pronostications, non seulement de cette présente année MDXXXVII, mais aussi des autres à venir voire de toutes celles qui sont passées, qui est une diatribe contre les almanachs et leurs prévisions de Bonaventure Des Périers, publiée à Paris, chez Jean Marnef[4].
- Cymbalum Mundi (« Le carillon du monde»), pamphlet anonyme attribué à Bonaventure Des Périers, brûlé par arrêt du Parlement de Paris comme livre impie[5].

## Décès
- Vers 1567 : Gil Vicente, poète et homme de théâtre portugais, considéré comme le premier dramaturge portugais (né vers 1465).